# Салчинович, Фенан
Фенан Салчинович (босн. Fenan Salčinović; 26 июня 1987, Зеница) — боснийский футболист, полузащитник клуба «Челик» (Зеница).

## Карьера

### Клубная
Начинал карьеру в клубе «Челик», в котором выступал 4 года. Позднее был выкуплен польским «Лехом» из Познани, но не сыграл ни одного матча за поляков и вынужден был играть за норвежский «Саннефьорд». В нём сыграл 26 игр (во всех выходил в стартовом составе), забил три гола. По завершении сезона новый тренер «Леха» не принял Салчиновича в состав, и босниец разорвал договор с клубом, не желая возвращаться в Норвегию. Летом 2010 года вернулся в Боснию, подписав контракт с клубом «Зриньски», через год перешёл в хорватскую «Риеку» (контракт до 2013 года).

### В сборной
Единственную игру в сборной провёл 30 января 2008 против Японии.